# Mohandessin
Mohandessin (arab. المهندسين) – jedna z dzielnic Gizy. Nazwa ta w dokładnym tłumaczeniu na język polski oznacza inżynier. Nadana została przez władze Gizy, które chciały, żeby Mohandessin stał się dzielnicą przeznaczoną dla technicznie wykształconych mieszkańców miasta. W dzielnicy znajdują się również mniejsze strefy nazwane Sahafeyeen (dziennikarze), mo'alemeen (nauczyciele) i ateba'a (lekarze), które w założeniu były przeznaczone dla członków poszczególnych grup zawodowych.

## Historia
Budowa dzielnicy rozpoczęła się w latach 50. XX wieku. Początkowo większość budynków stanowiły domy. W latach 70. wskutek przeludnienia, zaczęto budować wielkie apartamentowce. W ostatnich dziesięciu latach Mohandessin stał się jedną z najdroższych dzielnic w całej Gizie. Powierzchnia mieszkaniowa kosztuje tam około EGP 12,000 (USD 2000) za metr kwadratowy.

## Znani ludzie związani z dzielnicą
Sławni ludzie, którzy urodzili się, bądź mieszkali w dzielnicy:
- Amr Moussa (1936–dziś), sekretarz generalny Ligi Arabskiej
- Nadżib Mahfuz (1911–2006), laureat Nagrody Nobla w dziedzinie literatury
- Adel Imam (1940–dziś), egipski aktor
- Ahmad Zaki (1949–2005), egipski aktor